# Maria Ohisalová
Maria Karoliina Ohisalová (nepřech. Ohisalo, * 8. března 1985 Helsinky) je finská politička. Od dubna 2019 je poslankyní finského parlamentu. V letech 2019–2023 vedla politickou stranu Zelený svaz. V letech 2019–2021 byla ministryní vnitra ve vládách Anttiho Rinneho a Sanny Marinové, od června 2022 do června 2023 byla ve vládě Marinové ministryní životního prostředí.

## Život a politická kariéra
Její dětství bylo poznamenáno otcovou závislostí na alkoholu, která rodinu uvrhla do chudoby. Navštěvovala sportovní střední školu a závodně se věnovala fotbalu, cyklistice a atletice. Pak se zaměřila na studium sociologie, získala magisterský titul na Helsinské univerzitě a doktorát na Východofinské univerzitě. Pracovala pro nadaci Y-Säätiö, poskytující bydlení a jídlo sociálně potřebným osobám.
V roce 2008 se stala členkou Zeleného svazu a v letech 2013 až 2014 byla spolupředsedkyní jeho mládežnické organizace. V roce 2017 se stala členkou helsinské městské rady a v roce 2019 byla zvolena do finského parlamentu. V červnu 2019 se stala ministryní vnitra ve vládě Anttiho Rinneho a nahradila Pekku Haavista v čele Zeleného svazu. V roce 2021 odešla na mateřskou dovolenou, po návratu ji premiérka Sanna Marinová v roce 2022 jmenovala ministryní životního prostředí. Vede také poslanecký tým pro dohled na opatření k ochraně klimatu.
Podporuje zavedení základního nepodmíněného příjmu. Vyhlásila plán, podle něhož má Finsko do roku 2035 dosáhnout uhlíkové neutrality. Za jejího působení v čele ministerstva vnitra zorganizovalo hnutí Extinction Rebellion v Helsinkách blokádu dopravy a opoziční poslanci Ohisalovou kritizovali za příliš měkký přístup k protestujícím.
Po neúspěchu v parlamentních volbách v roce 2023, kdy strana ztratila sedm ze dvaceti křesel, byla na stranickém sjezdu 10. června 2023 odvolána z čela Zeleného svazu.